# Сен-Льє-Лафенасс
Сен-Льє-Лафена́сс (фр. Saint-Lieux-Lafenasse) — колишній муніципалітет у Франції, у регіоні Окситанія, департамент Тарн. Населення — 450 осіб (2011).
Муніципалітет був розташований на відстані близько 570 км на південь від Парижа, 70 км на схід від Тулузи, 19 км на південь від Альбі.

## Історія
До 2015 року муніципалітет перебував у складі регіону Південь-Піренеї. Від 1 січня 2016 року належав до нового об'єднаного регіону Окситанія.
1 січня 2019 року Сен-Льє-Лафенасс, Румегу, Ронель, Сент-Антонен-де-Лакальм, Терр-Клап'є i Ле-Траве було об'єднано в новий муніципалітет Терр-де-Банкальє.

## Демографія
Динаміка населення (INSEE ):
Розподіл населення за віком та статтю (2006):
| Стать | Всього | До 15 років | 15-24 | 25-44 | 45-64 | 65-85 | Понад 85 |
| --- | ------ | ----------- | ----- | ----- | ----- | ----- | -------- |
| Чоловіки | 200    | 20          | 20    | 36    | 76    | 48    | 0        |
| Жінки | 232    | 40          | 16    | 48    | 68    | 60    | 0        |
| \| Статево-вікова піраміда \| Статево-вікова піраміда \| Статево-вікова піраміда \| \| ----------------------- \| ----------------------- \| ----------------------- \| \| Чоловіки \| Вік \| Жінки \| \| 0 \| 85 + \| 0 \| \| 12 \| 80-84 \| 12 \| \| 8 \| 75-79 \| 4 \| \| 24 \| 70-74 \| 32 \| \| 4 \| 65-69 \| 12 \| \| 12 \| 60-64 \| 4 \| \| 32 \| 55-59 \| 12 \| \| 20 \| 50-54 \| 32 \| \| 12 \| 45-49 \| 20 \| \| 16 \| 40-44 \| 16 \| \| 8 \| 35-39 \| 4 \| \| 8 \| 30-34 \| 12 \| \| 4 \| 25-29 \| 16 \| \| 8 \| 20-24 \| 4 \| \| 12 \| 15-20 \| 12 \| \| 8 \| 10-14 \| 8 \| \| 12 \| 5-9 \| 16 \| \| 0 \| 0-4 \| 16 \| |        |             |       |       |       |       |          |
| Статево-вікова піраміда |        |             |       |       |       |       |          |
| Чоловіки | Вік    | Жінки       |       |       |       |       |          |
| 0 | 85 +   | 0           |       |       |       |       |          |
| 12 | 80-84  | 12          |       |       |       |       |          |
| 8 | 75-79  | 4           |       |       |       |       |          |
| 24 | 70-74  | 32          |       |       |       |       |          |
| 4 | 65-69  | 12          |       |       |       |       |          |
| 12 | 60-64  | 4           |       |       |       |       |          |
| 32 | 55-59  | 12          |       |       |       |       |          |
| 20 | 50-54  | 32          |       |       |       |       |          |
| 12 | 45-49  | 20          |       |       |       |       |          |
| 16 | 40-44  | 16          |       |       |       |       |          |
| 8 | 35-39  | 4           |       |       |       |       |          |
| 8 | 30-34  | 12          |       |       |       |       |          |
| 4 | 25-29  | 16          |       |       |       |       |          |
| 8 | 20-24  | 4           |       |       |       |       |          |
| 12 | 15-20  | 12          |       |       |       |       |          |
| 8 | 10-14  | 8           |       |       |       |       |          |
| 12 | 5-9    | 16          |       |       |       |       |          |
| 0 | 0-4    | 16          |       |       |       |       |          |

## Економіка
У 2007 році серед 276 осіб у працездатному віці (15-64 років) 195 були активні, 81 — неактивна (показник активності 70,7%, у 1999 році було 66,5%). З 195 активних працювало 180 осіб (97 чоловіків та 83 жінки), безробітних було 15 (9 чоловіків та 6 жінок). Серед 81 неактивної 19 осіб було учнями чи студентами, 28 — пенсіонерами, 34 були неактивними з інших причин.
У 2010 році в муніципалітеті числилось 186 оподаткованих домогосподарств, у яких проживали 455,0 особи, медіана доходів виносила 17 386 євро на одного особоспоживача